# Sciaphila corallophyton
Sciaphila corallophyton là một loài thực vật có hoa trong họ Triuridaceae. Loài này được K.Schum. & Schltr. miêu tả khoa học đầu tiên năm 1905.